# Smjörfjöll
Smjörfjöll är en bergskedja i republiken Island. Den ligger i regionen Austurland, 400 km öster om huvudstaden Reykjavík.